# FC Cosmos Koblenz
Der FC Cosmos Koblenz e.V. ist ein Fußballverein aus Koblenz in Rheinland-Pfalz. Ab der Saison 2025/26 spielt die 1. Herrenmannschaft in der fünftklassigen Oberliga Rheinland-Pfalz/Saar.

## Geschichte
Gegründet wurde der Verein am 5. Juni 2007 in Koblenz-Bubenheim. Nachdem der Verein zur Saison 2022/23 aus der Bezirksliga Mitte in die sechstklassige Rheinlandliga aufgestiegen war, erreichte der FC Cosmos Koblenz hinter Mitaufsteiger FC Bitburg auf Anhieb den zweiten Platz, wodurch er sich für die Aufstiegsspiele mit den Zweitplatzierten der Saarlandliga und der Verbandsliga Südwest qualifizierte. Durch zwei 1:0-Siege gegen den TuS Marienborn und Rot-Weiß Hasborn-Dautweiler gelang dem FC Cosmos Koblenz den Durchmarsch in die fünftklassige Fußball-Oberliga Rheinland-Pfalz/Saar, in der der Verein erstmals vertreten war. Nach nur einer Saison erfolgte der Abstieg in die Rheinlandliga. Die folgende Saison 2024/2025 beendete der Verein mit dem Meistertitel der Rheinlandliga. Ab der Saison 2025/2026 spielt die 1. Herrenmannschaft somit wieder in der Fußball-Oberliga Rheinland-Pfalz/Saar.

## Spiel- und Trainingsstätten

### Spielstätte

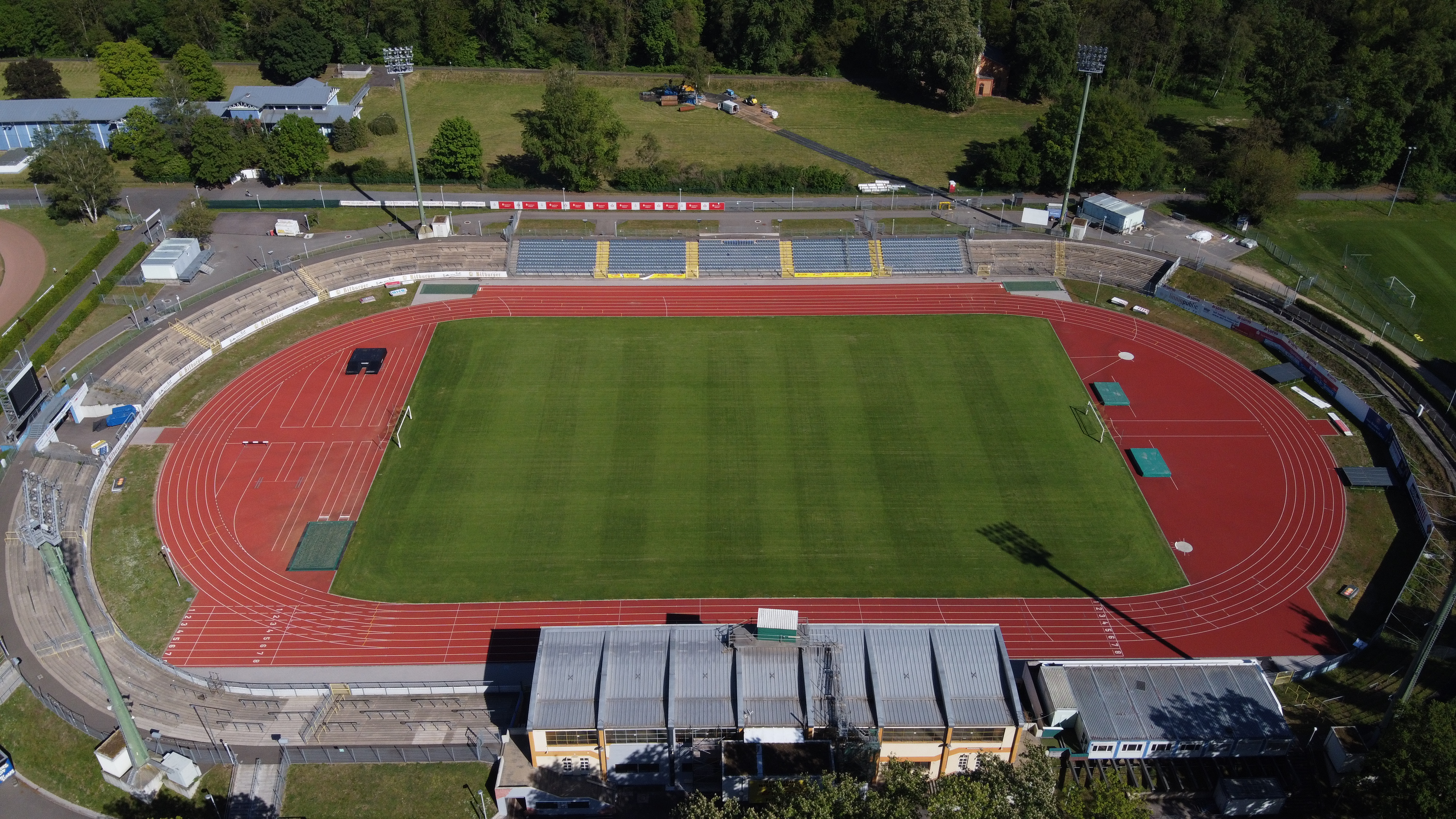
Das Stadion Oberwerth im Sportpark Oberwerth 2020

Wie bereits in der Saison 2023/2024 während der ersten Teilnahme an der Fußball-Oberliga Rheinland-Pfalz/Saar, trägt der Verein auch seit Juli 2025 seine Heimspiele im Stadion Oberwerth aus. Dieses teilt sich der FC Cosmos Koblenz mit dem FC Rot-Weiß Koblenz sowie der TuS Koblenz. Das Stadion wurde im Jahre 1920 eröffnet und ist Teil des Sportpark Oberwerth. Es hieß bis 1933 Amerikaner-Stadion, dann bis 1945 Hermann-Göring-Kampfbahn und 1945 kurzzeitig Stade de Gaulle. Das Stadion Oberwerth hat eine Kapazität von 9.500 Plätzen, davon 2.000 überdachte Sitzplätze und 7.500 unüberdachte Stehplätze. Das Spielfeld ist von einer Leichtathletiklaufbahn umgeben.

## Erfolge
- Aufstieg in die Oberliga Rheinland-Pfalz/Saar: 2023 + 2025
- Meister der Bezirksliga Rheinland-Mitte: 2022
- Hallen-Stadtmeister: 2008, 2012, 2013, 2014, 2015
- Atatürk-Pokalsieger Rheinland-Pfalz, bei der vom türkischen Konsulat Mainz organisierte Meisterschaft unter türkischen Mannschaften: 2008

## Platzierungen seit 2007
Der FC Cosmos Koblenz hat seit seiner Gründung im Jahr 2007 folgende Platzierungen erreicht:
| Saison  | Platz | Spiele | Tore   | Punkte | Spielklasse                                          |
| ------- | ----- | ------ | ------ | ------ | ---------------------------------------------------- |
| 2007/08 | 2.    | 24     | 112:15 | 0060   | Kreisliga D Staffel 2 – Kreis Koblenz (FV Rheinland) |
| 2008/09 | 1.    | 24     | 126:12 | 0068   | Kreisliga D Staffel 1 – Kreis Koblenz (FV Rheinland) |
| 2009/10 | 1.    | 24     | 74:19  | 0055   | Kreisliga C – Kreis Koblenz (FV Rheinland)           |
| 2010/11 | 2.    | 26     | 88:27  | 0067   | Kreisliga B – Kreis Koblenz (FV Rheinland)           |
| 2011/12 | 2.    | 26     | 65:40  | 0046   | Kreisliga A – Kreis Koblenz (FV Rheinland)           |
| 2012/13 | 10.   | 26     | 68:86  | 0034   | Kreisliga A – Kreis Koblenz (FV Rheinland)           |
| 2013/14 | 1.    | 26     | 82:42  | 0057   | Kreisliga A – Kreis Koblenz (FV Rheinland)           |
| 2014/15 | 3.    | 30     | 71:52  | 0055   | Bezirksliga Mitte (FV Rheinland)                     |
| 2015/16 | 8.    | 30     | 57:70  | 0039   | Bezirksliga Mitte (FV Rheinland)                     |
| 2016/17 | 7.    | 30     | 62:65  | 0042   | Bezirksliga Mitte (FV Rheinland)                     |
| 2017/18 | 11.   | 30     | 57:76  | 0034   | Bezirksliga Mitte (FV Rheinland)                     |
| 2018/19 | 12.   | 30     | 49:87  | 0034   | Bezirksliga Mitte (FV Rheinland)                     |
| 2019/20 | 13.   | 19     | 28:49  | 0021   | Bezirksliga Mitte (FV Rheinland) (abgebrochen)       |
| 2020/21 | 3.    | 09     | 22:9   | 0022   | Bezirksliga Mitte (FV Rheinland) (abgebrochen)       |
| 2021/22 | 1.    | 34     | 110:22 | 0094   | Bezirksliga Mitte (FV Rheinland)                     |
| 2022/23 | 2.    | 34     | 80:21  | 0076   | Rheinlandliga (FV Rheinland)                         |
| 2023/24 | 14.   | 38     | 72:67  | 0047   | Oberliga Rheinland-Pfalz/Saar                        |
| 2024/25 | 1.    | 34     | 80:32  | 0072   | Rheinlandliga (FV Rheinland)                         |

## Persönlichkeiten
- Skender Xhakaliu (Präsident des Vereins, früherer Botschafter der Republik Kosovo in der Bundesrepublik Deutschland)